# Internazionali di Tennis di Baviera 2013 - Qualificazioni singolare
Le qualificazioni del singolare degli Internazionali di Tennis di Baviera 2013 sono state un torneo di tennis preliminare per accedere alla fase finale della manifestazione. I vincitori dell'ultimo turno sono entrati di diritto nel tabellone principale. In caso di ritiro di uno o più giocatori aventi diritto a questi sono subentrati i lucky loser, ossia i giocatori che hanno perso nell'ultimo turno ma che avevano una classifica più alta rispetto agli altri partecipanti che avevano comunque perso nel turno finale.

## Teste di serie
1. Santiago Giraldo (secondo turno)
2. Łukasz Kubot (qualificato)
3. Sergiy Stakhovsky (ultimo turno, lucky loser)
4. Matthias Bachinger (qualificato)

1. Jan-Lennard Struff (ultimo turno)
2. Illja Marčenko (primo turno)
3. John Millman (qualificato)
4. Simon Greul (primo turno)

## Qualificati
1. Evgenij Korolëv
2. Łukasz Kubot

1. John Millman
2. Matthias Bachinger

### Lucky Loser
1. Sergiy Stakhovsky

## Tabellone

### Legenda
| - Q = Qualificato - WC = Wild card - LL = Lucky loser | - ALT = Alternate - SE = Special Exempt - PR = Protected Ranking | - w/o = Walkover - r = Ritirato - d = Squalificato |

### Sezione 1
|  | Primo turno     | Primo turno        | Primo turno        | Primo turno | Primo turno |  |  | Secondo turno | Secondo turno      | Secondo turno      | Secondo turno      | Secondo turno |    |   | Ultimo turno | Ultimo turno    | Ultimo turno | Ultimo turno | Ultimo turno |  |
|  |                 |                    |                    |             |             |  |  |               |                    |                    |                    |               |    |   |              |                 |              |              |              |  |
|  | 1               | Santiago Giraldo   | Santiago Giraldo   | 6           | 6           |  |  |               |                    |                    |                    |               |    |   |              |                 |              |              |              |  |
|  |                 | Ivo Klec           | Ivo Klec           | 1           | 2           |  |  | 1             | Santiago Giraldo   | 3                  | 6                  | 4             |    |   |              |                 |              |              |              |  |
|  | Jeremy Jahn     | Jeremy Jahn        | Jeremy Jahn        | 0           | 3           |  |  |               | Evgenij Korolëv    | 6                  | 4                  | 6             |    |   |              |                 |              |              |              |  |
|  | Evgenij Korolëv | Evgenij Korolëv    | Evgenij Korolëv    | 6           | 6           |  |  |               |                    |                    |                    |               |    |   |              | Evgenij Korolëv | 4            | 7            | 6            |  |
|  | Michael Berrer  | Michael Berrer     | Michael Berrer     | 7           | 6           |  |  |               |                    | 5                  | Jan-Lennard Struff | 6             | 69 | 1 |              |                 |              |              |              |  |
|  | Alexander Ward  | Alexander Ward     | Alexander Ward     | 64          | 3           |  |  |               | Michael Berrer     | Michael Berrer     | 4                  | 3             |    |   |              |                 |              |              |              |  |
|  |                 | Peter Gojowczyk    | Peter Gojowczyk    | 6(1)        | 4           |  |  | 5             | Jan-Lennard Struff | Jan-Lennard Struff | 6                  | 6             |    |   |              |                 |              |              |              |  |
|  | 5               | Jan-Lennard Struff | Jan-Lennard Struff | 7           | 6           |  |  |               |                    |                    |                    |               |    |   |              |                 |              |              |              |  |

### Sezione 2
|  | Primo turno      | Primo turno             | Primo turno             | Primo turno | Primo turno |  |  | Secondo turno | Secondo turno           | Secondo turno    | Secondo turno | Secondo turno |   |   | Ultimo turno | Ultimo turno | Ultimo turno | Ultimo turno | Ultimo turno |  |
|  |                  |                         |                         |             |             |  |  |               |                         |                  |               |               |   |   |              |              |              |              |              |  |
|  | 2                | Łukasz Kubot            | Łukasz Kubot            | 6           | 6           |  |  |               |                         |                  |               |               |   |   |              |              |              |              |              |  |
|  | WC               | David Thurner           | David Thurner           | 2           | 3           |  |  | 2             | Łukasz Kubot            | Łukasz Kubot     | 6             | 6             |   |   |              |              |              |              |              |  |
|  | Filip Krajinović | Filip Krajinović        | Filip Krajinović        | 6           | 6           |  |  |               | Filip Krajinović        | Filip Krajinović | 2             | 3             |   |   |              |              |              |              |              |  |
|  | Attila Balázs    | Attila Balázs           | Attila Balázs           | 2           | 2           |  |  |               |                         |                  |               |               |   |   | 2            | Łukasz Kubot | Łukasz Kubot | 6            | 6            |  |
|  | WC               | Stephan Hoiss           | Stephan Hoiss           | 6           | 6           |  |  |               |                         | WC               | Stephan Hoiss | Stephan Hoiss | 2 | 2 |              |              |              |              |              |  |
|  | WC               | Kevin Kaczynski         | Kevin Kaczynski         | 4           | 3           |  |  | WC            | Stephan Hoiss           | 2                | 7             | 6             |   |   |              |              |              |              |              |  |
|  |                  | Hans Podlipnik-Castillo | Hans Podlipnik-Castillo | 6           | 7           |  |  |               | Hans Podlipnik-Castillo | 6                | 5             | 3             |   |   |              |              |              |              |              |  |
|  | 6                | Illja Marčenko          | Illja Marčenko          | 4           | 64          |  |  |               |                         |                  |               |               |   |   |              |              |              |              |              |  |

### Sezione 3
|  | Primo turno          | Primo turno          | Primo turno       | Primo turno | Primo turno |  |  | Secondo turno | Secondo turno     | Secondo turno     | Secondo turno | Secondo turno |   |   | Ultimo turno | Ultimo turno      | Ultimo turno | Ultimo turno | Ultimo turno |  |
|  |                      |                      |                   |             |             |  |  |               |                   |                   |               |               |   |   |              |                   |              |              |              |  |
|  | 3                    | Sergiy Stakhovsky    | Sergiy Stakhovsky | 7           | 6           |  |  |               |                   |                   |               |               |   |   |              |                   |              |              |              |  |
|  |                      | Matthew Barton       | Matthew Barton    | 65          | 2           |  |  | 3             | Sergiy Stakhovsky | Sergiy Stakhovsky | 6             | 7             |   |   |              |                   |              |              |              |  |
|  | Robin Kern           | Robin Kern           | 7                 | 2           | 6           |  |  |               | Robin Kern        | Robin Kern        | 3             | 62            |   |   |              |                   |              |              |              |  |
|  | Maximilian Dinslaken | Maximilian Dinslaken | 64                | 6           | 1           |  |  |               |                   |                   |               |               |   |   | 3            | Sergiy Stakhovsky | 6            | 63           | 1            |  |
|  | Nils Langer          | Nils Langer          | Nils Langer       | 6           | 6           |  |  |               |                   | 7                 | John Millman  | 3             | 7 | 6 |              |                   |              |              |              |  |
|  | Steven Moneke        | Steven Moneke        | Steven Moneke     | 4           | 4           |  |  |               | Nils Langer       | Nils Langer       | 1             | 3             |   |   |              |                   |              |              |              |  |
|  |                      | Björn Phau           | 6                 | 3           | 63          |  |  | 7             | John Millman      | John Millman      | 6             | 6             |   |   |              |                   |              |              |              |  |
|  | 7                    | John Millman         | 2                 | 6           | 7           |  |  |               |                   |                   |               |               |   |   |              |                   |              |              |              |  |

### Sezione 4
|  | Primo turno  | Primo turno        | Primo turno    | Primo turno | Primo turno |  |  | Secondo turno  | Secondo turno      | Secondo turno      | Secondo turno | Secondo turno |   |   | Ultimo turno | Ultimo turno       | Ultimo turno | Ultimo turno | Ultimo turno |  |
|  |              |                    |                |             |             |  |  |                |                    |                    |               |               |   |   |              |                    |              |              |              |  |
|  | 4            | Matthias Bachinger | 6              | 4           | 5           |  |  |                |                    |                    |               |               |   |   |              |                    |              |              |              |  |
|  |              | Marc Sieber        | 3              | 6           | 2r          |  |  | 4              | Matthias Bachinger | Matthias Bachinger | 6             | 6             |   |   |              |                    |              |              |              |  |
|  |              | Moritz Baumann     | Moritz Baumann | 6           | 6           |  |  |                | Moritz Baumann     | Moritz Baumann     | 3             | 3             |   |   |              |                    |              |              |              |  |
|  | WC           | Tobias Simon       | Tobias Simon   | 2           | 4           |  |  |                |                    |                    |               |               |   |   | 4            | Matthias Bachinger | 6            | 3            | 6            |  |
|  | Andreas Beck | Andreas Beck       | Andreas Beck   | 6           | 6           |  |  |                |                    |                    | Andreas Beck  | 4             | 6 | 4 |              |                    |              |              |              |  |
|  | Peter Heller | Peter Heller       | Peter Heller   | 4           | 4           |  |  | Andreas Beck   | Andreas Beck       | 2                  | 6             | 6             |   |   |              |                    |              |              |              |  |
|  |              | Martin Fischer     | 6              | 3           | 6           |  |  | Martin Fischer | Martin Fischer     | 6                  | 4             | 4             |   |   |              |                    |              |              |              |  |
|  | 8            | Simon Greul        | 1              | 6           | 4           |  |  |                |                    |                    |               |               |   |   |              |                    |              |              |              |  |